# 蒂贾诺
蒂贾诺（義大利語：Tiggiano），是意大利莱切省的一个市镇。总面积7.5平方公里，人口2927人，人口密度390.3人/平方公里（2009年）。ISTAT代码为075086。